# Лиссабон (округ)
Округ Лиссабон (порт. Distrito de Lisboa) — округ в западной Португалии, состоит из 16 муниципалитетов. Распределён между 3 статистическими регионами: регион Алентежу, Лиссабонский регион, Центральный регион. Распределён между 3 статистическими субрегионами: Большой Лиссабон, Лезирия-ду-Тежу, Оэште. В состав округа входит также городская агломерация Большой Лиссабон. Ранее входил в состав провинции Эштремадура и Рибатежу. Территория — 3015,24 км². Население — 2 250 533 человека (2011). Плотность населения — 746,39 чел./км². Административный центр — город Лиссабон.

## География
Регион граничит:
- на севере — округ Лейрия
- на востоке — округ Сантарен
- на юге — округ Сетубал
- на западе — Атлантический океан

## Муниципалитеты
Округ включает в себя 16 муниципалитетов:
1. Азамбужа
2. Аленкер
3. Амадора
4. Арруда-душ-Виньюш
5. Вила-Франка-де-Шира
6. Кадавал
7. Кашкайш
8. Лиссабон
9. Лореш
10. Лориньян
11. Мафра
12. Одивелаш
13. Оейраш
14. Синтра
15. Собрал-де-Монте-Аграсу
16. Торреш-Ведраш